# 우화

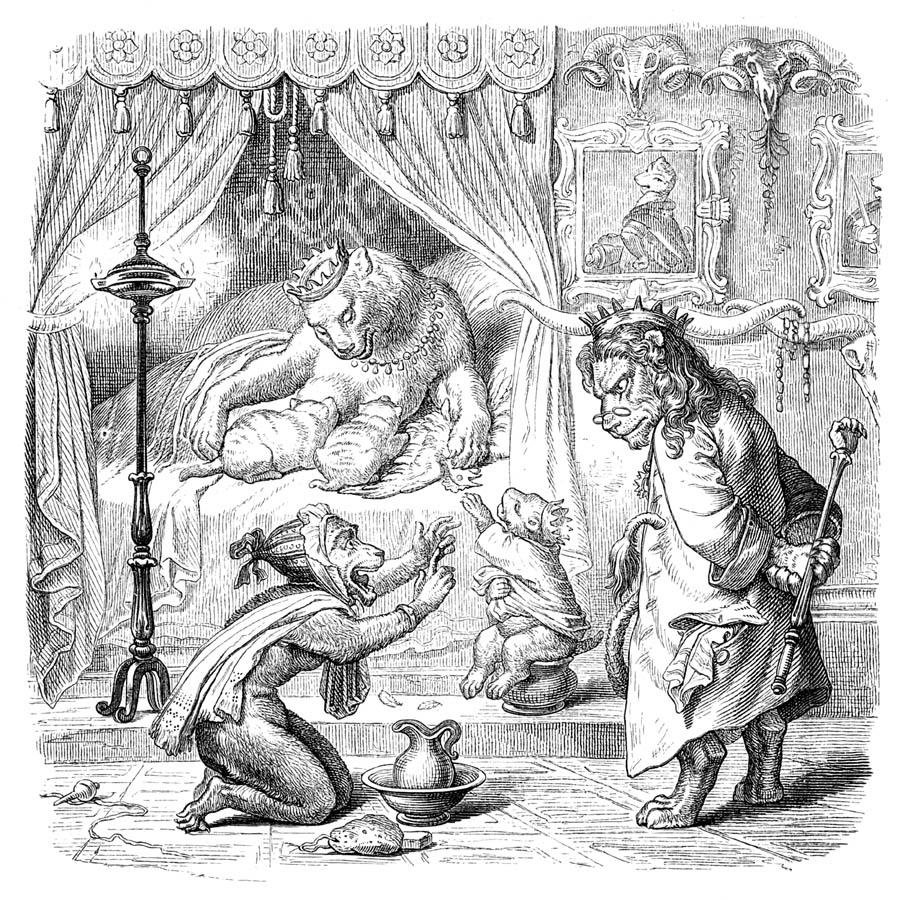

우화(寓話)는 동물이나 무정물의 의인화를 통해 현실에서는 일어나기 힘든 신비로운 설정으로 사회풍자 및 도덕적 교훈을 주기 위한 목적으로 꾸며진 짧은 이야기를 말한다.
이를테면 조지 오웰의 《동물 농장》이나 대한민국의 《토끼전》은 우화적 경향이 강하다.

## 대표적 우화작가
- 이솝
- 파이드루스
- 장 드 라 퐁텐

## 같이 보기
- 가전체